# Etimologia dos nomes dos países
Esta é uma lista de etimologia de todos os países.

## A

### Açores(território dePortugal)
Etimologia polêmica, mas a tese que prevaleceu foi que quando os navegadores portugueses chegaram ao arquipélago, havia muitas colônias de milhafres que estes confundiram com açores. Mas, atualmente os intelectuais põem esta tese em dúvida porque nesse tempo não havia vida animal que permitisse a existência de muitos milhafres e é provável que tanto Diogo de Teive (navegador) como Diogo de Silves soubessem diferenciar um milhafre de um açor. Outra teoria contemporânea avança a cor azul (dita também "azur", como em "Côte d'Azur") como hipótese.

### Afeganistão
(أفغانستان, Afghánistán): significa "assacenos", "asscenus"). Aparentemente, o termo pré-cristão "ashvakan", modificado a partir de "avagan" em algum estágio antes da época do Varaha Mihira e experimentou uma outra mudança – para "afegão" - provavelmente no começo da Idade Média. Os termos "abgan" e "apakan", caso se refiram realmente a "afegão", aparentemente representam variantes iranianas do sânscrito "avagan". Além disso, a designação "aspásios" (= "isapsaiz/aspazais") tornou-se a moderna "yousafzai" há apenas poucos séculos. Estudiosos identificam estes ashvakas ("assakenois" e "aspasios") como o clã dos cambojas. O sufixo persa Östan (استان — empregado de forma contraída no sufixo "stan") expressa o significado de "terra" ou "terra dos".

### África do Sul
Da posição geográfica em relação ao continente africano. Os antigos romanos usavam o nome África terra, "terra dos afri" (afer no singular), para a parte norte do continente, correspondendo à moderna Tunísia. A origem do termo "afer" talvez seja a palavra fenícia "afar", que significa "pó, poeira"; pode também ser da tribo dos "afridi", que habitou o norte da África em torno da região de Cartago. Pode também derivar do grego "aphrike", "sem frio", ou do latim "aprica", "radiante, ensolarado".

### Albânia
"Terra dos montanheses". "Alb" da raiz proto-indo-europeia que significa "branco" ou "montanha". Tribos das montanhas da região onde hoje é o moderno Kosovo devem ter trazido o termo "montanhês" para a estreita planície costeira onde hoje é a Albânia.
- Shqipërië: (nome em albanês): significa "terra das águias", tendo sido a águia provavelmente um totem tribal.
- Arnavutluk (turco).
- Illyricum: antigo nome latino, dado pelos romanos em referências aos povos da região, por eles denominados ilírios.

### Alemanha
Termo germânico significando "terra de todos os homens" ou "nossas muitas tribos". Pode também derivar da tribo dos alamanos (ou suevos), uma tribo germânica do sul. Denominação similar existe nas línguas Ibéricas, em Francês, Basco, Crioulo haitiano, Árabe, Persa, Turco, Azeri, Galês, Tagalo.
- Deutschland: da palavra do alto alemão antigo "diutisc" que significa "do povo" (derivado do antigo germânico "thiuda" ou "theoda", "povo"), e do termo germânico "land", "terra": "terra do povo". Denominação similar se apresenta em Holandês, Vietnamita, Iídiche, Japonês (Doitsu); essa é provável origem dos termos Déguó do Chinês e Dog-il em Coreano.
- Germany: nome em inglês, a partir do latim "Germania" do século III a.C., de origem desconhecida. Há teorias que levam em conta a raiz celta "gair", "vizinho", e "gairm", "grito de guerra". Há uma sugestão para o termo proto-indo-europeu "*gar", "gritar". Em italiano, em Romeno, Irlandês, Albanês, grego, Macedônio, Búlgaro, Georgiano, Suaíli, Malaio, Indonésio, Arménio, Hebraico, Tailandês, Hindi, como em algumas outras línguas, usa-se o termo "Germania" para se referir à Alemanha.
- Em russo, "Nemtsy"; em polaco, "Niemcy"; em checo, " Německo"; em eslovaco, "Nemecko": do eslavo significando "terra dos mudos" (onde "mudo" serve como metáfora para "aqueles que não falam a nossa língua"). Palavras similares são usadas nas demais Línguas eslavas e em Húngaro
- Saksa: nome em finlandês, "Saxônia". Provavelmente do alto alemão antigo "sahs", "faca". é similar em Estoniano.
- Tyskland: nome em dinamarquês, norueguês, islandês e sueco. Também derivado do antigo germânico "thiuda" ou "theoda", "povo", e do termo germânico "land", "terra": "terra do povo". Daí se deriva também o termo tedesco usado em italiano para designar o povo e a língua Alemã,
- Vācija: nome em letão.
- Vokietija: nome em livoniano.
- Perútia: nome em Taitiano, vem de Prússia.

### Andorra
Etimologia desconhecida e contestada; de origem pré-romana, possivelmente ibérica ou basca. O nome Andorra pode ser derivado de al-Darra, palavra árabe para floresta. Quando os mouros invadiram a Espanha, os vales dos Pirenéus eram especialmente cobertos de árvores, e a denominação Andorra pode ser encontrada ligada a vilarejos em outras partes da Espanha que estiveram sob dominação moura. Pode também derivar da palavra espanhola andar ("andar", "caminhar") da qual deriva o nome da tribo nômade dos Andorrisoe que aparentemente migrou para os vales e arredores de onde hoje está Andorra. Pode também derivar do navarro andurrial, que significa "terra coberta de arbustos". Uma lenda frequentemente contada diz que o nome deriva do arcaico Endor, como Luís o Piedoso batizou o que ele citava com sendo "os vales selvagens do inferno", após derrotar os mouros - cadeias de montanhas selvagens e desoladas eram associadas com o diabo em boa parte da literatura europeia.

### Angola
A partir de "N'gola", um título de nobreza usado pelos monarcas do Reinos do N'dongo e da Matamba localizado onde hoje é Angola. Angola é uma construção derivada de A + Ngola (significa os de Ngola, ou seja, do Reino de Ngola) e de A´na + Ngola (A´na significa filhos/as na Língua Kimbundu, falada no Reino do N´dongo e da Matamba e regiões geolinguísticas do Kimbundu). Os portugueses nomearam o País em honra ao Rei N´gola Kilwangy Kya Samba, com quem os portugueses mantiveram contatos no século XVI.

### Anguilla
Quando Cristóvão Colombo avistou a ilha em 1493, ele a batizou de Anguilla , "enguia" em castelhano, devido à sua forma alongada.

### Antígua e Barbuda
Cristóvão Colombo batizou Antígua em honra a catedral de "Santa María de la Antigua" em Sevilha, Espanha, quando nela desembarcou em 1493. Barbuda significa "barbado" em espanhol. As ilhas ganharam esse nome após serem avistadas suas figueiras, com suas longas raízes lembrando barbas. Alternativamente, pode também ser uma referência aos indígenas barbados.

### Arábia Saudita
(الإمارات العربية المتحدة -  'al-'Arabiya ass-sa’udiyya): "Saudita" procede da família "al-Sa'ud", que fundou o país e ainda o governa.

### Argélia
(الجزائر): Derivado do nome da capital, Argel, a partir do árabe "al-Jazā'ir" ("a ilha"). Al-Jazā'ir é o nome local da Argélia.

### Argentina
Derivado do latim "argentum", que significa "prata". Os primeiros exploradores e comerciantes espanhóis e portugueses usaram a região do "Rio de la Plata" (Rio da Prata) para transportar prata e outros tesouros provenientes do Peru. As terras em torno da foz do Rio da Prata acabaram ficando conhecidas como Argentina, "terra da prata".

### Arménia
Derivado dos nomes persa "Armanestân" e "Arman" atestados em inscrições do antigo persa. Alguns acreditam que a palavra "armen" refira-se à figura antiga semi-lendária de Aram, famoso por suas valentes façanhas. Os iranianos chamam o povo da região de "armenos" ou "arménios".
- Hayastan (Հայաստանի): nome em arménio. A Partir de Hayk, uma antiga figura semi-lendária que ajudou a fundar a Arménia. Seu povo se autodenominou "hay" após Hayk e a seu país "Hayk" ou "Hayastan". -stan é um sufixo persa que significa "terra".
- Filistan: nome em curdo.
- Sasomkheti (სასომხეთი): nome em georgiano.
- Somikh (Сомих): nome em ossétio.

### Aruba
Há dois possíveis significados. O primeiro é que a ilha foi batizada pelo explorador espanhol Alonso de Ojeda em 1499. Ele a chamou de "Oro Hubo", significando que havia ouro na ilha ("oro" significa ouro em espanhol). Outro possível significado é que derive da palavra indígena arawak "oibubai", que significa "guia".

### Austrália
"Terra do sul", do latim "terra australis incognita". Os primeiros exploradores europeus, percebendo que o continente australiano excedia em muito o tamanho que eles haviam mapeado, deram à região um nome descritivo genérico. O explorador Matthew Flinders (1774-1814), o primeiro a circunavegar o continente, usou o termo "Australia" em sua publicação. Anteriormente exploradores neerlandeses se referiam ao continente como "Hollandia Nova" (Nova Holanda).

### Áustria
Do alemão moderno "Österreich", "reino oriental". No século IX o território era o limite oriental do Império Carolíngio, como também era o limite oriental dos assentamentos germânicos em relação aos povos eslavos. Sob o reinado de Carlos Magno e no início da Idade Média, a região era conhecida como Marchia Orientalis, traduzido ao alemão antigo como "Ostarrîchi", documentado pela primeira vez em 996.

### Azerbaijão
(Азербайджан - Azərbaycan): "Terra do fogo", escrito localmente Azərbaycan (por causa das antigas piscinas de petróleo que afloram à superfície, incendiando-se); seu nome antigo, "(Média) Atropatene" (em grego elatim) ou "Atrpatakan" (em armênio), atualmente se refere à região do Azerbaijão do Irã, passando a Azerbaijan em árabe. O território da moderna república do Azerbaijão era conhecido pelos persas como Arrã (Arran) e nos tempos clássicos como "Albânia" ou como "Ibéria", embora este último termo na maioria das vezes corresponda à atual Geórgia. "Média Atropatene" era a região mais ao sul, localizada ao sul do rio Aras. Arrã é provável que derive da mesma raiz do termo moderno "Irã", enquanto "Albânia" e "Ibéria" são provavelmente derivações de topônimos das montanhas do Cáucaso. O nome "(Media) Atropatene" procede de Atropates ("fogo protetor" em persa) que foi um sátrapa iraniano independente sob o Império Selêucida. O termo moderno "azerbaijani" tem sido objeto de acirradas diferenças de opinião entre os etnicamente turcos habitantes da moderna República do Azerbaijão e os habitantes das áreas dominadas por persas na vizinha República do Irã. Os iranianos consideram os nomes "Azerbaijão" e "Atropatene" como expressões historicamente pertencentes à cultura persa, e então naturalmente referem-se à moderna República do Azerbaijão como "Azerbaijão Turco", e a seus habitantes como "azerbaijanis turcos". Em contrapartida, os habitantes turcos do Azerbaijão insistem ser deles o local que historicamente foi habitado pelos azerbaijanis na história.

## B

### Bahamas
Do espanhol "baja mar", que significa "mar raso". Os conquistadores espanhóis nomearam dessa forma as ilhas devido ao mar pouco profundo em torno delas.

### Barém
(البحرين - Bahrain): Do árabe, significando "dois mares". Exatamente a quais mares se refere é motivo de debate. O Barém está localizado na baía formada pela península Arábica e a península do Qatar, e alguns acreditam que os "dois mares" são as águas da baía em cada lado da ilha. Outros acreditam que é uma referência à posição do Barém como uma ilha no golfo Pérsico, separada pelos "dois mares" da costa da Arábia ao sul e do Irã ao norte. Acredita-se também que o primeiro é o mar em torno da ilha e o segundo são os abundantes mananciais de água mineral no subsolo da ilha.

### Baker
Ilha (território dos Estados Unidos no oceano Pacífico): nomeada por Michael Baker de Nova Bedford, que a descobriu em 1832, passando em seguida a ser chamada pelo nome de seu descobridor.

### Bangladexe
(গণ প্রজাতঁত্রী বাংলাদেশ - Bamladesh): Do bengali "Bangla", em referência ao povo de língua bengali, e do sânscrito "desh" que significa "país", portanto, "país dos bengalis". O país fez parte da colonial Índia Britânica. A cultura bengali ocupa uma extensa área, indo dos estados indianos de Bengala Ocidental, Assam, Meghalaya, Tripura e Jharkand até todo o território de Bangladexe.
- Paquistão Oriental: o nome era usado quando o Paquistão era formado pelo atual território do país, então Paquistão Ocidental, e pelo atual território de Bangladexe, ou Paquistão Oriental. Observação: Apesar do nome "Pakistan" ser um acrônimo das iniciais dos nomes das várias regiões do país, Bangladexe e suas regiões não colaboraram com suas iniciais para o acrônimo.

### Barbados
Ilha batizada pelo explorador português Pedro A. Campos de "Os Barbados" em 1536 após ter avistado na ilha figueiras, com suas longas raízes entrelaçadas lembrando barbas.

### Bielorrússia
(Беларусь - Belarus): "Rússia Branca" ou "Rutênia Branca". O significado exato do termo "bela" (branco) não é preciso. Era comumente empregado pelas antigas culturas para representar as qualidades de liberdade, pureza ou nobreza. Pode também simplesmente ter se originado como um totem. É interessante notar que parte do território da moderna Bielorrússia era historicamente conhecida como "Chernarossija", "Rússia Negra" ou "Rutênia Negra". O termo "cherna" (negro) era comumente aplicado às regiões com solos especialmente ricos e produtivos. Como isso pode refletir a origem do termo "Rússia Branca" não tem sido investigado. Outra região na atual Ucrânia que era conhecida historicamente como "Rússia Vermelha" ou "Rutênia Vermelha".

### Bélgica
Do nome de uma tribo celta, os "belgas". Possivelmente, ainda mais antigo, do proto-indo-europeu "*bolg", que significa "bolsa" ou "útero", indicando descendência comum e, portanto, provavelmente seguido de algum adjetivo original desconhecido.

### Belize
Tradicionalmente se diz derivar da pronúncia espanhola de "Wallace", o nome do pirata que fixou o primeiro assentamento em Belize em 1638. Outra possibilidade relaciona o nome à palavra da língua maia "belix", que significa "água lamacenta", aplicada ao rio Belize.
- Honduras Britânicas: nome do país durante o domínio colonial britânico. (ver Honduras abaixo).

### Benim
Nome dado em referência ao antigo império africano de Benin, que não corresponde geograficamente à atual localização do moderno Benin.
- Daomé: o antigo nome do país durante o período colonial refere-se ao principal grupo étnico do país.

### Bermudas(território doReino Unido)
Recebeu esse nome do explorador espanhol Juan de Bermúdez que descobriu as ilhas em 1503.

### Bolívia
De Simón Bolívar (1783-1830), libertador de alguns países sul-americanos do domínio colonial espanhol e primeiro presidente boliviano após a independência em 1824. Seu sobrenome, Bolívar, procede de La Puebla de Bolibar, uma vila na Biscaia, Espanha.

### Bósnia e Herzegovina
(Босна и Херцеговина): Tradicionalmente, a região consiste de dois territórios distintos: a região norte maior que foi batizada com o nome do rio Bosna e a região ao sul menor que tomou seu nome de um título de nobreza do idioma alemão, "herzog", que significa "duque". O imperador Frederico IV fez do governante do território, o "Grande Voivoda" Estêvão Vukcic, duque em 1448.

### Botsuana
Nome dado devido ao maior grupo étnico do país, os "tswana".
- Bechuanalândia: antigo nome da época colonial, derivado de Bechuana, uma forma alternativa de pronunciar "Botsuana".

### Bouvet, Ilha (território daNoruega)
Nomeada após o explorador francês Jean Baptiste Charles Bouvet de Lozier tê-la descoberto em 1739.

### Brasil
Da árvore de pau-brasil (Caesalpinia echinata), que em tupi era denominada ibirapitanga ("pau-vermelho"), abundante na Mata Atlântica no período colonial português e extraída até quase a extinção. O pau-brasil foi assim chamado por causa da sua madeira avermelhada, da cor de brasa (brasil em português arcaico).

### Brunei
Todo o nome do país, "Negara Brunei Darussalam", tem o seguinte significado: "Darussalam" significa "residência da paz" em árabe, enquanto "Negara" significa "estado" em malaio. Brunei é o nome local de significado desconhecido.

### Bulgária
(България - Bâlgarija): Chamada assim devido ao povo "bulgar", a etnia formadora do país. A etimologia do nome da tribo, "bulgar", deve derivar de "burg", palavra das línguas germânicas para "castelo". A. D. Keramopoulos deriva o nome "bulgars" de "burgarii" ou "burgarioi" significando "aqueles que mantêm as fortalezas" (burgi, bourgoi, purgoi) ao longo das fronteiras do norte das províncias balcânicas do Império Romano, mencionados primeiramente em grego numa inscrição datada de 202, encontrada entre Plovdiv e Tatar Pazardzhik. Os búlgaros, antes conhecidos como mesos ou mésios, habitavam a Trácia. Uma alternativa na língua turca para o nome dos pré-eslavizados búlgaros da Ásia Central deriva de "bulgha" que significa "sabre" e tem origem totemística. Alguns associam o nome "bulgar" ao rio Volga da Rússia atual: os búlgaros viveram na região desse rio antes e/ou depois da migração até os Bálcãs.

### Burquina Fasso
Significa "terra dos homens justos", "terra dos homens honestos" ou "terra dos incorruptíveis". O país era anteriormente chamado de Alto Volta. O nome foi mudado em 1984 pelo presidente Thomas Sankara, que tomou o poder em um golpe de Estado no ano anterior. As duas palavras do nome são das duas principais línguas do país: "Burkina" do Moré e "Faso" do Dioula.
- Alto Volta: por causa dos dois principais rios formadores do rio Volta, que nascem em Burquina Fasso.

### Burundi
"Terra daqueles que falam rundi" (o idioma local).

### Butão
"Terra dos bhotia". O grupo étnico tibetano dos "bhotia" migrou do Tibete para o Butão no século X. A raiz comum é "bod", um nome antigo do Tibet.
- Druk Yul (འབྲུག་ཡུལ): é o nome no idioma butanês. Significa "terra do dragão do trovão", "terra do trovão", ou "terra do dragão". O nome procede das violentas tempestades de trovão vindas do Himalaia.

## C

### Cabo Verde
Designação portuguesa dada a um cabo na África ocidental, como um localizador marítimo.

### Camarões
Da designação pelos exploradores portugueses para o rio Wouri dada no século XV, "rio de Camarões", devido à abundância desse crustáceo em sua foz.

### Camboja
De Cambu Svayambhuva, um antigo sábio de quem os primeiros reis do Camboja diziam descender. Alternativamente, diz-se que o nome deriva do antigo Reino Khmer de Kambuja ("Kambuja" ou "Kamboja") originalmente designava uma antiga tribo do norte da Índia.
- Kampuchea: nome do país na língua local, o khmer, possivelmente da mesma derivação acima.

### Canadá
De "k'anata", que significa "pequena povoação" ou "a vila" no idioma algonquiano (referindo-se a Stadona, um povoado próximo a onde hoje está a cidade de Québec).

### Cazaquistão
(Ҝазақстан): Significa "terra dos cazaques". O significado da palavra "cazaque" é incerto, mas com certeza é algo em torno da linha "independente/rebelde/errante/bravo/livre". "-stan" é é um sufixo persa que significa "terra".

### Chade
(تشاد - Tchad): Nome dado inicialmente ao lago Chade no sudoeste do país. O nome deriva da palavra do idioma bornu "tsade", que significa "lago".

### Chile
O exato significado é desconhecido. Possivelmente pode derivar de um termo araucaniano que significa "as profundezas", uma referência à Cordilheira dos Andes se precipitar drasticamente sobre a estreita faixa costeira. A palavra quéchua ou mapuche "chili/chilli" que significa "onde a terra termina/onde a terra vai embora/limite do mundo" também pode ser uma possível derivação. Outra possível origem é a palavra nativa "tchili", que significa "neve".

### China
A dinastia "chin" conquistou todo o resto da China moderna, acrescentando o "a" no final significa "terra dos Chin" China.
- Zhong Guo (中国): nome do país em chinês. Significa "Império do Meio".[1]
- Nomes como o antigo Catai, o turco "Xytai" e o russo "Kitai" derivam do povo "Khitan" que conquistou a China no século X.

### Chipre
(Κύπρος - Kıbrıs): Deriva da palavra grega para "cobre", "kypros", em referência às jazidas deste metal exploradas na ilha.

### Colômbia
Nome dado em homenagem ao navegador Cristóvão Colombo, apesar do fato dele jamais ter pisado em terras colombianas.

### Comores
Do árabe "Djazair al Kamar", "Ilha da Lua".

### Congo
O nome provém do rio Congo, que corta o país. é chamado também de Congo-Brazzaville, para distingui-lo da vizinha República Democrática do Congo, também chamada "Congo-Kinshasa".

### Coreia do Norte
O nome Coreia procede de "Goryeo", antigo reino do norte da península, sendo uma abreviação de "Goguryeo", reino da Manchúria conquistado pelo reino de Silla, um dos três reinos da Coreia, em 668. "Goryeo" foi traduzido para o italiano por Marco Polo como "Cauli", de onde procede o nome ocidental Coreia. O nome local Chosŏn significa "Terra da Manhã Tranquila". Entre há 2000 e 3000 anos, vários antigos reinos no norte da Coreia usavam o nome, como "Go-Chosŏn", "Wiman Chosŏn", "Gija Chosŏn". Em 1392 Yi Seonggye funda a dinastia Chosŏn, renomeando o país com este nome, revivendo-o. Hoje, os norte-coreanos usam Chosŏn para se referir Coreia de modo geral, referindo-se aos dois países especificamente como "Bukchosŏn" (북조선; 北朝鮮, Coreia do Norte) e "Namjosŏn" (남조선; 南朝鮮, Coreia do Sul). Em contraste, os sul-coreanos chamam a Coreia de um modo geral de Han'guk, a Coreia do Norte de "Bukhan" (북한; 北韓) e a Coreia do Sul "Namhan" (남한; 南韓).

### Coreia do Sul
O topónimo "Coreia" procede de "Goryeo", antigo reino do norte da península, sendo uma abreviação de Goguryeo, reino da Manchúria conquistado pelo reino de Silla, um dos três reinos da Coreia, em 668. "Goryeo" foi traduzido para o italiano por Marco Polo como Cauli, de onde procede o nome ocidental Coreia. O nome local Han'guk procede da auto-denominação de várias tribos que se estabeleceram no sul da Coreia, coletivamente chamadas Samhan (삼한; 三韓), assim introduzindo o nome Han. Hoje, os norte-coreanos usam Chosŏn para se referir Coreia de modo geral, referindo-se aos dois países especificamente como "Bukchosŏn" (북조선; 北朝鮮, Coreia do Norte) e "Namjosŏn" (남조선; 南朝鮮, Coreia do Sul). Em contraste, os sul-coreanos chamam a Coreia de um modo geral de "Han'guk", a Coreia do Norte de "Bukhan" (북한; 北韓) e a Coreia do Sul "Namhan" (남한; 南韓).

### Costa do Marfim
Os franceses designaram a região (Côte d'Ivoire) em referência ao comércio de marfim na área – da mesma forma que outras áreas litorâneas vizinhas foram chamadas de Costa dos Grãos, Costa do Ouro e Costa dos Escravos.

### Costa Rica
Nome dado pelo explorador espanhol Gil Gonzáles Davila.

### Croácia
Latinização do nome croata "Hrvatska", de origem desconhecida, mas que pode proceder de uma palavra sármata para "vaqueiro".

### Cuba
Da palavra taino "cubanacan", que significa "lugar central". Em Portugal, muitos acreditam que o nome proceda da vila portuguesa de Cuba situada no Alentejo, especulando que Cristóvão Colombo fez a ligação.

## D
- Dinamarca: "Danmark", composto por "dan" (nome do povo habitante da região) e "mark" (floresta fronteiriça), significando "floresta fronteiriça dos danos", e aludindo provavelmente à região das florestas fronteiriças de Schleswig, entre a Dinamarca e a Alemanha.[2]
- Djibuti (جيبوتي): Nome dado inicialmente ao ponto mais interno do golfo de Tadjoura. Possivelmente derive da palavra da língua afar "gabouti", um tipo de capacho feito de fibras de palma. Também é possível, embora improvável, que Djibuti signifique "Terra de Tehuti" ou "Terra de Toth", o deus egípcio da Lua.
- Dominica: da expressão latina "Dies Domenica" significando "domingo", o dia da semana em que Cristóvão Colombo desembarcou pela primeira vez na ilha.

## E

### Egito
Do grego antigo Αίγυπτος, "Aígyptos", que de acordo com Estrabão deriva de "Αιγαίου υπτίως" ("Aegeou yptios" - "a terra abaixo do Egeu"). Isso se torna mais evidente na variação "Aeg'yptos". Alternativamente, deriva do nome egípcio para Memphis, significando "templo da alma de Ptah", uma das divindades egípcias.
- Mişr (مصر): Nome árabe, pronunciado "Maşr", em árabe egípcio. "Mişr" é uma palavra semítica de uso frequente, usado inicialmente para representar Egito em acádio e significando "cidade". O nome turco "Mısır" deriva do árabe.
- Kimi: Nome na língua copta, que significa simplesmente "negro, preto" (do antigo egípcio "kemt" ou "kmt") , em oposição ao deserto, chamado "vermelho".
- Kemt ou Kmt: Nome em antigo egípcio, significando "a terra do negro" (lodo ou lama do Nilo, ou em relação ao povo egípcio).

### El Salvador
"O Salvador" em espanhol, referindo-se a Jesus.

### Emirados Árabes Unidos
(الإمارات العربية المتحدة - Al-imarat al-arabbiya al-muttahida): Nome auto-explicativo. Um emirado é um território governado por um emir.

### Equador
Do latim "aequator", a linha do Equador , linha imaginária que separa o globo terrestre nos hemisférios norte e sul, que corta o país.

### Eritreia(Ertra)
Nome dado pelos colonizadores italianos a partir do nome latino para o Mar Vermelho, "Mare Erythraeum", que por sua vez deriva parcialmente do nome em grego antigo para o Mar Vermelho, "Erythrea Thalassa".

### Eslováquia
Do eslavo "slav", "eslavo", termo derivado do eslavo para "glória", ou "a palavra" ou "povo da água".

### Eslovênia
Do eslavo "slav", "eslavo", termo derivado do eslavo para "glória", ou "a palavra" ou "povo da água".

### Espanha
Do fenício אי שפנים ʾÎ-šəpānîm, "ilha dos hiraxes". Os colonizadores fenícios encontraram coelhos em abundância e as confundiram com os hiraxes (pequeno mamífero do norte da África), nomeando a terra no dialeto canaanita. Os romanos, que falavam latim, adaptaram o nome para "Hispania", do qual derivam os nomes nas línguas ocidentais.

### Estados Unidos da América
A origem da palavra "América" tem uma teoria bem aceita: depois que o explorador italiano Amerigo Vespucci (Américo Vespúcio) (que estilizou ele próprio seu nome em latim Americus Vespucius) que, após suas quatro viagens às Américas, foi o primeiro a desenvolver a ideia de que as recentes terras ocidentais descobertas eram de fato um continente. Em reconhecimento disto, o cartógrafo alemão Martin Waldseemüller em um mapa múndi de 1506 batizou o continente com o primeiro nome do explorador italiano. "Estados Unidos" vem do fim da Declaração de Independência: "WE, therefore, the Representatives of the UNITED STATES OF AMERICA, in GENERAL CONGRESS, Assembled…" e foi reiterado no preâmbulo da Constituição dos Estados Unidos: "We the People of the United States…" (a frase "united states" foi provavelmente usada no lugar de uma lista de colônias/estados porque os autores do documento não podiam ter certeza de quais colônias/estados assinariam concordando com os sentimentos nele contidos).

### Estônia(Eesti)
Do germânico, significando "caminho oriental", que substituiu o termo alemão "Estland". Os estudiosos quase invariavelmente derivam estes termos de "Aestia", das antigas inscrições gregas. Aestia se referia ao território da moderna Masúria na Polônia, e provavelmente deriva de uma raiz báltica significando "manchado", em referência às terras do país, "manchada" de lagos.
- Chud: do eslavo antigo oriental, derivado do gótico, significando "povo". Os estonianos modernos consideram o termo "chud" ofensivo, e a etimologia popular deriva este termo de uma raiz eslava para "bizarro, estranho".
- Ugaunija: nome em letão, da tribo ugauniana no sul da Estônia que por sua vez deriva seu nome do termo eslavo "yug" (sul).
- Viro: nome em finlandês, da tribo vironiana da Estônia oriental.

### Etiópia
( - Ithiyopiya): Do latim "Aethiopia", significando "terra dos negros" ou mais especificamente "terra das faces queimadas", com suas raízes do grego αἴθειν " aíthein", "queimar", e ὤψ "ṓps", "face, rosto".
- Abyssinia: deriva do termo árabe árabe para "misturado", em relação aos muitos grupos étnicos que habitam o país.

## F

### Fiji
Do nome das ilhas no idioma tonganês: "Viti".

### Filipinas
"Terras do rei Filipe" (Filipe II de Espanha), que reinou de 1556 a 1598.

### Finlândia
Do germânico "finn", provavelmente de uma raiz significando "caçador e coletor" ou "errante, nômade", relacionada com a palavra germânica "find", "procurar".
- Suomi: Nome finlandês; Soome: nome estoniano; Sum': nome em russo antigo. Devem derivar da raiz finlandesa "suo" para "pântano", ou da raiz báltica "zeme" para "terra".

### França
"Terra dos francos". Literalmente "terra dos homens livres".
- Gallia: nome latino, de uma tribo celta.

## G

### Gabão
Do nome português para o rio Mbe: Gabão (tipo de casaco sobretudo português) devido à forma do estuário do rio.

### Galiza
A sua origem está na cidade de Kala (atualmente Vila Nova da Gaia). Significa em celtico galaico "porto", "refúgio". Os habitantes de Kala seriam os "Kalaikoi", palavra formada pela forma "Kala" mais o genitivo "-aikoi". Significaria "aqueles que são originários do refúgio, ou do porto". O topónimo seria "Kalaikia" que enfatizado à moda céltica reduplicaria o L em "Kallaikia". A ênfase daria o significado a "Kala" de "Kalla", isto é "útero materno", "refúgio materno" e por extensao "pátria", "pais natal". (1) O local teria um grande protagonismo quando Décimo Júnio Bruto durante as guerras Lusitanas livrou a Batalha do Douro o 9 de Junho de 138 a.C em que as tropas romanas venceram os "kallaikoi" e com isso denominando segundo a forma romana a todo o país do Douro para Norte. Isto é "Callaecia" e os seus habitantes "Callaeci".

### Gâmbia
Do rio Gâmbia que cruza o país. Acredita-se que o nome derive da palavra portuguesa "câmbio", em referência ao comércio português realizado na área no século XVI.

### Gana
De um antigo reino na África Ocidental com o mesmo nome. O moderno território do Gana nunca fez parte do antigo reino. O nome foi sugerido no momento da independência por J.B. Danquah. Suas pesquisas levaram-no a acreditar que os modernos ganeses eram descendentes do povo do antigo reino de Gana, o que não pode ser comprovado.
- Costa do Ouro: nome do período colonial, devido à grande quantidade de ouro encontrada pelos colonizadores no país.

### Geórgia
Deriva do persa "Gurj", provavelmente derivado de um termo proto-indo-europeu significando "montanhoso". Nos tempos clássicos a região tinha o nome de "Colchis" (a região costeira ao longo do Mar Negro) e "Iberia" (a região do interior do país a leste). Ambos os nomes derivam de línguas caucasianas locais.
- Gruzia: nome nas línguas eslavas, da mesma derivação de "Gurj".
- Gorjestân (گرجستان): nome persa, deriva da mesma fonte de "Gurj".
- Sak'art'velo (საქართველო): nome em georgiano. Deriva do nome de um deus pagão chamado "Kartlos", considerado o pai de todos os georgianos.
- Vrastan (Վրաստան): nome em armênio.

### Gibraltar(território ultramarino doReino Unido)
Uma corruptela das palavras árabes "Jabal al Tariq, ﻕﺭﻄ ﻝﺒﺨ", que significa "montanha de Tarik", referindo-se a Tarik ibn Zeyad, bérbere que desembarcou em Gibraltar em 711 iniciando a conquista islâmica da Península Ibérica.

### Granada
Em homenagem à cidade do sul da Espanha do mesmo nome.

### Grécia
Do latim "græcus" (Γραικοί), forma como Aristóteles se referia ao nome original do povo do Epiro.
- Hélade, Hélada (Ελλάδα): significa "terra de luz", relacionado a "helios", "sol".

### Gronelândia(território daDinamarca)
"Terra verde", batizada por Érico, o Vermelho para dessa forma atrair colonos.
- Kalaallit Nunaat: nome gronelandês, significa "terras dos humanos".

### Guadalupe(território daFrança)
Cristóvão Colombo batizou a ilha em homenagem a Santa Maria de Guadalupe na Estremadura espanhola, quando desembarcou na ilha em 1493.

### Guam(território dosEstados Unidos)
Da palavra nativa chamorro "guaham", que significa "nós temos".

### Guatemala
Do nome indìgeno "Goathemala" que significa "terra das àrvores" devido às suas grandes florestas antes da colonizaçao espanhola.

### Guiana
Os povos indígenas locais já chamavam a região de "Guiana", que significa "terra de muitas águas", devido ao grande números de rios na área.

### Guiana Francesa(território da França)
Ver França e Guiana acima.

### Guiné
"Guiné" talvez derive do termo bérbere "aguinaoui", que significa "negro, preto".

### Guiné-Bissau
De "Guiné" (ver acima) e o nome da capital

### Guiné Equatorial
De "Guiné" (ver acima) e  "Equatorial", de Equador ("Aequator", em Latim), linha imaginária que divide o planeta nos hemisférios norte e sul, apesar de que atualmente o país não seja cortado pela linha do Equador (embora passe muito próxima).

## H

### Haiti
Das línguas indígenas taíno / arawak "Hayiti / Hayti" significando "terra montanhosa".

### Holanda
Do germânico "holt", "coberto de árvores", e "land", "terra". O nome em holandês Nederland também procede do germânico e significa "terras baixas". Daí a outra denominação em português: Países Baixos.

### Honduras
Cristóvão Colombo chamou o país de "Honduras", palavra espanhola para "profundezas" (singular "hondura"), como referência às águas profundas no litoral norte do país.

### Hong Kong(território daChina)
Do chinês yue (cantonês) "Heung Gong", que significa "porto aromático" ou "porto das especiarias", presumivelmente pelo fato de que Hong Kong era o maior porto de comércio de especiarias da Ásia.

### Hungria
Da palavra turca "on-ogur", "(povo das) dez lanças", ou em outras palavras, "aliança das dez tribos". Assim chamado depois que sete tribos magiares e três tribos cazares se assentaram na região. O etnônimo latino "hunni" (referindo-se aos hunos), influenciou as formas latinas para o nome do país.
- Uhoršhyna (Угорщина), em ucraniano; Vuhoršhyna (Вугоршчына), em bielorrusso; Ugre em russo antigo. Também derivam do turco "on-ogur". A mesma raiz aparece no etnônimo yugra, povo que habita a Sibéria e que tem ligações étnicas, mesmo que distantes, com os húngaros.
- Magyarország: nome nativo no idioma húngaro, significando "terra dos magiares". De acordo com uma lenda húngara, os húngaros descendem de Magor, filho do rei bíblico Nimrod.

## I

### Iêmen(اليمن - al-Yaman)
Da raiz árabe "ymn", que significa basicamente "direito". De qualquer forma, o significado exato é controverso. Algumas fontes afirmam que derive da forma "yamîn" que significa "lado da mão direita", e por extensão "sul" (muitas línguas semíticas, inclusive o árabe e o hebraico mostram traços de um sistema no qual sul=direita e norte=esquerda). Outras fontes afirmam que deriva de "yumn", que significa "felicidade" ou "bênção" (da ideia expandida de que direito=bom). O nome referia-se originalmente a todo litoral sul da península Arábica.

### IlhasCayman(território doReino Unido)
Cristóvão Colombo descobriu as ilhas em 1503 após os ventos o terem desviado do curso do Panamá à ilha de Hispaniola. Ele chamou as ilhas de "Las Tortugas" ("As Tartarugas"), devido ao grande número de tartarugas nas ilhas. Por volta de 1540 as ilhas passaram a ser chamadas de "Caymanas", uma palavra do idioma caribe para "crocodilo marinho", outro animal também encontrado nas ilhas.

### IlhaChristmas(território daAustrália)
O capitão inglês William Mynors descobriu a ilha no dia de Natal (Christmas em inglês) em 1643.

### IlhasCook(território daNova Zelândia)
Batizadas com o nome do capitão James Cook após ele tê-las descoberto em 1770.

### IlhasFalkland(território doReino Unido, reivindicado pelaArgentina)
O estreito entre as duas principais ilhas foi batizado de Estreito Fealkland pelo capitão inglês John Strong quando ele desembarcou nas ilhas em 1690. O nome foi dado em honra a Anthony Cary, 5º Visconde Falkland, o Primeiro Lorde da Marinha da Inglaterra, e o termo foi consequentemente aplicado ao arquipélago.
- Malvinas: topônimo dado por marinheiros franceses que frequentaram as ilhas na década de 1690. Eles eram procedentes de Saint Malo, Bretanha, França, e eram chamados de "malouines", gentílico do qual os nomes latinos das ilhas derivam.

### IlhasFaroe(território daDinamarca)
Do idioma faroês "Føroyar", "ilha dos carneiros" .

### Ilhas Marianas do Norte(território dosEstados Unidos)
O navegador e explorador português a serviço da Espanha Fernão de Magalhães (primeiro europeu a avistar as ilhas em 1521) batizou as ilhas de "Los Ladrones", "Os Ladrões". Em 1668 o nome foi mudado para "Las Marianas" em homenagem a Mariana de Áustria, viúva do rei espanhol Filipe IV.

### IlhasMarshall
Do capitão inglês John Marshall, que primeiro documentou a existência das ilhas em 1788.

### IlhasMidway(território dosEstados Unidos)
Assim chamadas devido à localização geográfica das ilhas no Oceano Pacífico ("midway", "a meio caminho" em inglês).

### IlhaNorfolk(território daAustrália)
Batizada em 1774 pelo navegador inglês James Cook. A beleza da ilha impressionou Cook que ele a batizou em homenagem à esposa de Edward Howard, 9º duque de Norfolk, um nobre amigo e benfeitor.

### Ilhas Salomão
As ilhas foram batizadas pelo explorador espanhol Alvaro de Medaña e Neyra em 1567/1568. Ele acreditou que haveria uma grande quantidade de ouro nas ilhas, então as batizou com o nome do rei bíblico de Israel, Salomão, que era famoso pela grande quantidade de ouro que possuía.

### Ilhas Virgens Americanas(território dosEstados Unidos)
Cristóvão Colombo, na descoberta de um aparente número sem fim de ilhas no nordeste do Caribe em 1493, as chamou de Ilhas Virgens em homenagem a "Santa Úrsula e as 11.000 virgens". (ver Estados Unidos acima).

### Ilhas Virgens Britânicas(território doReino Unido)
Cristóvão Colombo, na descoberta de um aparente número sem fim de ilhas no nordeste do Caribe em 1493, as chamou de Ilhas Virgens em homenagem a "Santa Úrsula e as 11.000 virgens". (ver Reino Unido abaixo).

### Índia
Deriva do nome original do Rio Indo "Sindhu", que deu seu nome à região de Sind. A derivação da forma persa para esse nome, "Hind", era então aplicada ao moderno Paquistão e à Índia.
- Bharat (भारत): nome em hindi. Deriva do nome de um dos dois reis da antiguidade chamados Bharata.

### Indonésia
"Ilhas da Índia", do grego νῆσος "nēsos", "ilha", adicionado ao nome Índia. (A Indonésia era previamente conhecida como "Índias Orientais").

### Inglaterra
Segundo a lenda o Papa da época, ao passear por um mercado de Roma, parou em uma fonte para lavar as mãos e um escravo bretão ofereceu seus louros cabelos para que ele secasse as mãos. Perguntado de sua origem, foi dito que o escravo era da bretanha. Daí o Papa disse que ele era um "anjo", e que a Bretanha era a terra dos anjos. Com o tempo, os saxões pasaram a se referir aos bretões como "anjos", depois "anglos", e a Bretanha como Angle Terre, Terra dos anglos.

### Irão
"Terra do arianos" ou "terra da liberdade". O termo "arya" deriva do proto-indo-europeu, e geralmente carrega o significado de "nobreza" ou "liberdade", cognato com a derivação grega "aristocrata".
- Pérsia: antigo nome, do latim, via grego "Persais", a partir do persa antigo "Paarsa", um nome local de um distrito central da região da Pérsia, atualmente Fars. Uma etimologia helenística popular deriva "Pérsia" da mitológica "Terra de Perseu".

### Iraque
Da cidade da antiguidade de Uruk, próxima do rio Eufrates. Acredita-se que tenha sido a maior e mais importante cidade sumeriana (dessa forma a maior do mundo na época). Outra teoria sugere que derive de "Irak", que nas antigas línguas iranianas significa "pequeno Irã". É importante notar que os nativos da região ocidental do atual Irã também chamam sua região de "Iraque Persa" há muitos séculos.
- Mesopotâmia: antigo nome e variante grega, ainda aplicada à região entre os rios Tigre e Eufrates. Deriva das palavras do antigo semítico "Beth-Narim", "entre os rios", em referência à região entre os rios Tigre e Eufrates.

### Irlanda
De "Éire", do proto-céltico "*Īweriū", "lugar fértil" ou "lugar de Éire (Eriu)", deusa celta da fertilidade.
- Hibernia: antigo nome latino, aparentemente assimilado do latim "hibernus" (invernoso, chuvoso).

### Islândia
"Terra do gelo" (Ísland em islandês). O explorador Flóki Vilgerðarson cunhou o nome quando ele localizou um estuário coberto de gelo movimentado-se para o norte.

### Israel
(ישראל - Yisrael) (إسرائيل - Isrā'īl): Segundo a Bíblia, após 40 anos vagando pelo deserto, Moisés conduziu seus seguidores para a "terra de Israel", terra prometida por Deus aos descendentes dos patriarcas Abraão, Isaque e Jacó. "Israel" serviu como o nome alternativo para Jacó, literalmente significando "aquele que lutou com Deus / ele lutou com Deus", da história do Gênesis, na qual Jacó luta com um anjo em Peniel. É daí que provém a expressão "povo de Israel", ou "povo (descendente) de Jacó".

### Itália
Do latim "Italia", nome que passou ao latim de uma fonte não latina. É provável que a etimologia do nome "Itália" esteja relacionada à palavra do grego antigo "italos" (touro), do proto-indo-europeu "*wet". A palavra grega segue as mudanças sonoras do proto-indo-europeu para o grego, mas a equivalente latina ("vitulus") (touro jovem, bezerro) para essa raiz não o faz. Os falantes da antiga língua osca chamavam a Itália de "Viteliu", da mesma raiz do proto-indo-europeu "*wet". O escritor romano Varrão alegou que a região recebeu esse nome da excelência e abundância desse gado ("italos", "touro", por conseguinte, "Italia"). Alguns discordam dessa origem.

### Iugoslávia
De "Jugoslavija" que significa "terra dos eslavos do sul" nas línguas eslavas.

## J

### Jamaica
Da palavra indígena taíno / arawak "Xaymaca" ou "Hamaica", "terra da água e da madeira" ou talvez "terra da primavera".

### Jan Mayen(território daNoruega)
A origem do nome é controversa. O consenso geral é que derive do navegador holandês Jan Mayen que topou com a ilha em 1641 (ele não a descobriu). Outros consideram que derive de "Jan Meys Hoeck", um promontório nomeado por Joris Carolus em homenagem ao capitão de um dos seus barcos.

### Japão
O nome ocidental do país procede da pronúncia chinesa para os caracteres 日本 ("rìběn"), ou "origem do sol" (traduzido como "terra do sol nascente"), indicando que o Japão está a leste da China (onde o sol nasce).
- Nihon, Nippon: pronúncia japonesa para o mesmo nome.

### Jordânia
(الأردن  - al-Urdunn): Do nome do rio Jordão, que deriva da raiz hebraica e canaanita "yrd", "descender, descer" (para o Mar Morto). O rio Jordão faz parte da fronteira entre a Jordânia e Israel e Cisjordânia. Na Antiguidade, a região era conhecida como Nabatæa, e englobava territórios de ambos os lados do rio Jordão e, raramente, na península do Sinai.

## K

### Kiribati
Uma adaptação à língua local de "Gilbert", antigo nome colonial das ilhas.
- Ilhas Gilbert: antigo nome, dado quando o capitão inglês Thomas Gilbert avistou as ilhas em 1788.

### Kuwait
(الكويت - al-Kuwait): Do diminutivo árabe para "Kut/Kout", que significa "fortaleza construída próxima da água".

## L

### Laos
(): Do francês "Laos", derivado da palavra do idioma lao "lao", que significa "lao, laociano". Possivelmente originária de uma antiga palavra indiana, "lava". "Lava" é o nome de um dos dois filhos gêmeos do deus "Rama". O país era conhecido anteriormente como "Lang Xang", "terra de um milhão de elefantes".

### Lesoto
Em referência ao povo sotho.

### Letônia
Deriva do nome local "Latgale", provavelmente de origem germânica.

### Líbano
(لبنان - al-Lubnan): Da palavra semítica "laban", "branco", em referência à neve nas montanhas do Líbano.

### Libéria
Do latim "liber", "livre". Nome dado ao país por este ter sido criado por ex-escravos norte-americanos após serem libertados.

### Líbia
(ليبيا - Libiya): De uma antiga tribo bérbere chamada "líbios" pelos gregos e "rbw" pelos egípcios. Até a independência do país, o termo "Líbia" era restrito ao vasto deserto interposto entre a planície tripolitana e o planalto de Fezã a oeste e o vale do Nilo a leste. Como Trípoli era o nome da capital do novo país e o antigo nome regional do nordeste do país, Cirenaica, tornara-se obsoleto, "Líbia" veio a ser um nome conveniente para o país, apesar do fato de que a maior parte do deserto da Líbia estar hoje localizado no Egito.

### Liechtenstein
"Pedra luminosa" ("luminosa" no sentido de "brilho, esplendor"). A dinastia Liechtenstein comprou e uniu os condados de Schellenburg e Vaduz e foi sido autorizada pelo imperador do Sacro Império Romano Germânico a renomear a propriedade com o nome da família.

### Lituânia
Os estudiosos modernos tendem a conectar o nome com a palavra do latim "litus", mas não existe prova de qualquer nome regional similar. "Livtive", uma variante latina do topônimo, aparece numa crônica de 1009 descrevendo um arcebispo "golpeado na cabeça por pagãos em Lituae". Um estudioso do século XVI associou a palavra com a palavra latina "litus", "tubos", uma possível referência às trombetas de madeira tocadas pelos homens das tribos lituanas. Letônia (Latvia) e a região de Latgalia devem compartilhar a mesma etimologia de Lituânia (Lietuva).

### Luxemburgo
Do celta lucilem, "pequeno" e do germânico burrugh, "castelo". Assim, lucilemburrugh, "pequeno castelo".

## M

### Macedônia do Norte
(Северна Македонија - Severna Makedonija): Do antigo povo denominado "makednoi", "macedônio", que tem o status de povo helênico contestado por alguns estudiosos. Hesíodo afirma que o nome deriva de "Makedon", o real criador da região, filho de Zeus e neto de Deucalion. Apesar de ter o mesmo nome da antiga Macedônia, que formou um dos maiores impérios da Antiguidade sob Alexandre, o Grande, a maior parte do território da atual República da Macedônia fazia parte do reino da Peônia (habitado pelos antigos peônios), conquistado pelos macedônios e depois por Roma, tornando-se parte da província romana da Macedônia Salutar. O nome legal do moderno país é motivo de disputa entre gregos (que reivindicam o nome "Macedônia" como um patrimônio cultural grego) e a República da Macedônia (que reivindica o direito de usar tal termo).

### Madagascar
Do nome da ilha na língua malgaxe: "Madagasikara", derivado do proto-malaio "Fim da Terra", uma referência à longa distância percorrida por mar pelos primeiros colonizadores malaios a chegar à ilha.

### Madeira(território dePortugal)
Quando João Gonçalves Zarco descobriu o arquipélago, apelidou-o de Madeira, pela abundância dessa matéria prima.

### Malásia
"Terra do povo malaio". O país nasceu com o nome "Malaya" até a acessão de Singapura (hoje separada), de Sabá e Sarauaque em Bornéu, o que levou à mudança no nome. A mudança refletiu a expansão das fronteiras do estado além da península de Malaca.

### Malaui
De uma palavra nativa para "águas flamejantes", por causa do reflexo ofuscante do sol no lago Malaui.
- Nyasaland: antigo nome colonial, onde "nyasa" significa literalmente "lago" nas línguas indígenas locais. O nome aplicava-se ao lago Malaui (antes lago Nyasa ou Niassa).

### Maldivas
Do sânscrito "mahal", "palácio" (algumas fontes sugeriram o termo tâmil "malai" ou o malaiala "mala", ambos significando "montanha(s)") com o termo sânscrito "diva", "ilha", ou seja, "ilha do palácio". A ilha principal, Malé, continha o palácio do sultão das ilhas.
- Dhivehi Raajje (ދިވެހިރާއްޖޭގ): nome em maldívio.

### Mali
Do antigo reino da África ocidental de mesmo nome, sob o qual uma grande parte do moderno estado está. A palavra "mali" procede do povo malinke, uma das principais etnias do país.

### Malta
Da raiz fenícia "MLT" significando "refúgio". O termo pode ter sobrevivido devido à existência da palavra grega e latina "melitta", "mel", o nome da ilha na Antiguidade, e também o principal produto de exportação da ilha naqueles séculos. O nome moderno procede do maltês, a partir do árabe ملطة "Malṭah", derivando da mesma origem fenícia.

### Marrocos
Do nome da cidade de Marraquexe ("Marrakech"), que se acredita derivar das raízes das línguas bérberes "tamart", "terra", e "akush", "Deus"; em árabe مراكش (marrākiš).
- Al Maghrib (المغرب): nome árabe do país, que significa "o extremo oeste". O território onde hoje está o Marrocos era a região mais ocidental do império árabe.

### Martinica(território daFrança)
Quando Cristóvão Colombo desembarcou na ilha em 1502 (ele navegou em torno da ilha em 1493 mas não desembarcou), ele a batizou em homenagem a São Martinho (San Martín).

### Maurício
Do governante holandês Maurício de Nassau, príncipe de Orange (1567-1625).

### Mauritânia
(موريتانيا - al-Muritaniyai): Erroneamente do clássico "Mauretanea" no norte do Marrocos, assim chamado a partir da tribo bérbere dos mauros.

### México
Do ramo mexica dos astecas. A origem do termo "mexxica" é incerta. Pode ser a palavra do antigo nahuatl para "sol". Outros afirmam que derive do nome do líder "Mexitli". Já outros simplesmente o relacionam com um tipo de erva que cresce no lago Texcoco. O estudioso Leon Portilla sugere que signifique "umbigo da Lua" das palavras nahuatl "metztli", "Lua", e "xictli", "umbigo". Alternativamente, poderia significar "umbigo do maguey", de "metl". (maguey é um tipo de bebida mexicana).

### Mianmar(antigaBirmânia)
Uma explicação mostra o nome como uma derivação curta do nome birmanês "Myanma Naingngandaw"; uma etimologia alternativa sugere que "myan" significa "rápido, veloz" e "mar" significa "duro, forte, vigoroso". A mudança do nome do país tem estimulado controvérsias políticas; certos grupos minoritários e ativistas comunitários declaram que o simbolismo da mudança tem a intenção de reforçar a posição dos elementos de linha dura dentro do país. Da mesma forma, estes mesmos grupos continuam a se referir ao país como Birmânia. O nome "Birmânia" (Burma) aparentemente deriva do nome sânscrito para a região: "Brahmadesh", "terra de (da divindade) Brahma".

### Micronésia
Das palavras gregas "mikros", "pequeno" e "nesos", "ilhas": "pequenas ilhas".
- Ilhas Carolinas: em homenagem ao rei Carlos II da Espanha.

### Moçambique
Da Ilha de Moçambique. "Moçambique" deve derivar do nome de um governante árabe anterior à conquista portuguesa, o xeique Mussa Ben Mbiki, que em português soa "moçambique".

### Moldávia
Do rio Moldávia na Romênia ("Moldova" em romeno).

### Mônaco
"Sozinho por si mesmo", uma referência ao semideus grego Hércules, que já foi cultuado em um santuário no território. Alternativamente, Mônaco deriva do nome da colônia grega vizinha de Monoikos fundada no século VI a.C.pelos fócios. Os fócios construíram um templo no local, o templo de "Hercules Monoikos" (Μόνοικος), que significa "casa única" ou "templo único".

### Mongólia
(Монгол - Mongol): Da palavra para definir o povo "mongol", que provavelmente significa "valente, corajoso, destemido".

### Montenegro
Tradução do sérvio Crna Gora (em cirílico: Црна Гора), que significa "montanha negra".

### Montserrat(território doReino Unido)
Cristóvão Colombo batizou a ilha de "Santa María de Montserrate" enquanto navegava por suas águas em 1493, porque ela a lembrou do Mosteiro de Santa Maria de Montserrate, nas montanhas de Montserrate, próximas a Barcelona, na Espanha.

## N

### Namíbia
Do litorâneo Deserto do Namibe. "Namib" significa "lugar onde não há nada", na língua nama.

### Nauru
Deriva da palavra do nauruano "Anáoero", que significa "eu vou para a praia". Os colonizadores alemães denominaram a ilha de "Nawodo" ou "Onawero", de onde na década de 1960 o nome Nauru foi derivado.

### Nepal
(नेपल - Nepál): O topônimo "Nepal" pode derivar do sânscrito "nipalaya", que significa "ao pé das montanhas" ou "morada ao pé (das montanhas)", uma referência a sua localização em relação à cordilheira do Himalaia. Também tem sido sugerido que o nome proceda do tibetano "niyampal", que significa "terra sagrada".

### Nicarágua
De Nicarao, líder de uma comunidade indígena das margens do lago Nicarágua.

### Níger
Do rio Niger, a partir do termo nativo "ni Gir", "rio Gir".

### Nigéria
Da mesma origem de Niger. O rio Niger atravessa o oeste do país até o Oceano Atlântico.

### Niue(território daNova Zelândia)
"Niu" significa "côco" e "é" significa "observar", "observadores de côcos". De acordo com uma lenda, os exploradores polinésios que primeiro se fixaram na ilha sabiam que estavam se aproximando da mesma quando avistavam côcos flutuando na água.

### Noruega
Do norueguês antigo "norðr", "norte", e "veg", "caminho". O nome norueguês "Norge" deriva das raízes "norðr" e "rike", "reino do norte". "Norðrveg" é uma referência à longa passagem costeira do ponto extremo oeste da Noruega às terras mais ao norte do Ártico.
- Urmane ou Murmane: nome em russo antigo. Deriva da pronúncia do norueguês antigo para "normandos". Como curiosidade, a palavra sobrevive até os dias de hoje no nome da cidade russa de Murmansk.

### Nova Caledônia(território daFrança)
O capitão James Cook batizou as ilhas em 1774 em referência à Escócia (os romanos se referiam à Escócia em latim como "Caledonia").

### Nova Zelândia
Da província holandesa de Zeeland, que significa em holandês "terra do mar", em referência ao grande número de ilhas que contém. O nome mais comum para o país nas línguas locais é o da língua maori "Aotearoa", que significa "terra da grande nuvem branca".

## O

### Omã
(عمان): Origem indefinida. Algumas fontes afirmam que o nome deriva de um termo árabe para "assentado, fixado, sedentário" (em oposição a nômade). Outras afirmam que derive de palavras árabes para "paz" ou "confiança". Outros afirmam que o país foi assim chamado por causa do nome próprio de alguém, possivelmente Oman bin Ibrahim al-Khalil, Oman bin Siba’ bin Yaghthan bin Ibrahim, Oman bin Qahtan ou Oman bin Loot (o nome árabe para a personagem bíblica Ló). O nome existe há muito tempo, tendo inclusive sido mencionado pelo geógrafo grego Ptolomeu (85 – 165).

## P

### Palau
O nome para as ilhas no idioma Palauano, Belau provavelmente deriva de outra palavra Palauana que significa "vila", beluu.

### Palestina
(Autoridade Nacional Palestina) (السلطة الوطنية الفلسطينية - As-Sulta Al-Wataniyya Al-Filastiniyya) (הרשות הפלסטינית - Harashut Hafalastinit): A região deriva seu nome dos antigos filisteus da área próxima a Gaza. Os gregos adotaram o nome para se referir a toda região como "Palaistinê", mas Heródoto e outros historiadores a consideram como parte da Síria. O Império Romano depois adotou este conceito na forma "Syria Palaestina", como um novo nome para a província anteriormente conhecida como "Judaea" (Judeia) após a derrota de Bar Kochba em 135.

### Panamá
De uma vila próxima à moderna capital do país. Procede da língua indígena cueva e significa "lugar de abundância de peixe / lugar de muitos peixes", possivelmente da língua caribe "abundância de borboletas", ou possivelmente de outro termo nativo se referindo à arvore Panamá.

### Papua-Nova Guiné
"Papua" significa "terra do povo de cabelo encaracolado", nome dado pelos vizinhos malaios (que geralmente têm o cabelo liso), ou possivelmente dado pelo explorador português Jorge de Meneses. "Nova Guiné" foi dado pelo explorador espanhol Inigo Ortiz de Retes, que achou o povo da ilha parecido com o da região da Guiné. (Ver Guiné acima).

### Paquistão
(باكستان): O então estudante de Cambridge e nacionalista islâmico Choudhary Rahmat Ali cunhou o nome. Ele inventou a palavra e a publicou em 28 de janeiro de 1933 no panfleto "Agora ou Nunca". O nome é um acrônimo das iniciais dos diferentes estados e regiões. São elas: P – Punjab, A – Afghania, K – Kashmir (Caxemira), S – Sindh e o sufixo persa "-stān" de Balochistān, assim formando "Pakstān". O som de "i" foi introduzido para facilitar a pronúncia, passando assim a "Pakistān". Rahmat Ali expandiu sua explicação em 1947 no livro "Pakistan: the Fatherland of the Pak Nation" ("Paquistão: a Terra Natal da Nação Pak"). Nesse livro ele explica o significado do acrônimo da seguinte forma: P - Punjab, A - Afghania, K –Caxemira, I - Irã, S - Sindh, T - Turcaristão (aproximadamente os estados turcos da Ásia central), A=Afeganistão e N – BalochistaN. Outro significado é adicionado com a palavra persa پاک, "Pāk", que significa "puro". O nome completo significa então "terra da pureza". O uso do nome se espalhou gradualmente durante a campanha de implantação de um estado muçulmano no que era então a Índia Britânica.

### Paraguai
Deriva do rio do mesmo nome, mas o exato significado da palavra permanece desconhecido. Um dos mais comuns significados atribuídos é que signifique "água dos Payagua", "i" como água ou rio em Guarani e "Payagua" sendo uma tribo nativas. Um outro significado é que derive das palavras nativas "paragua" e "i" que significam "rio coroado".

### Peru
O exato significado por trás da palavra "Peru" é obscuro: a teoria mais popular a deriva da palavra nativa "biru" que significa "rio". Outra explicação afirma que o nome derive do chefe indígena "Beru". Os exploradores espanhóis perguntaram-lhe o nome da terra, mas não entendiam sua língua, e ele entendeu que eles queriam saber seu nome, que foi o que ele disse-lhes. Outra possível explicação leva ata a palavra "pelu", presumivelmente uma antiga palavra nativa para a região.

### Polinésia Francesa(território daFrança)
Polinésia significa "muitas ilhas" em grego: "poly", muito; " nēsos "(νῆσος)", "ilha". Ver França acima.

### Polônia
"Terra dos poloneses", o território da tribo dos poloneses ("Polanie"). Quando, no século X, os poloneses formaram a Polônia unida, seu nome também passou a ser usado em todo o estado polonês. O nome da tribo procede provavelmente da palavra polonesa "pole", "campo", e significa "povo do campo".
- Os nomes em língua húngara Lengyelország, em lituano Lenkija, e em persa Lahestān derivam do eslavo antigo oriental ou do etnônimo do antigo polonês "lech", que se acredita ser um diminutivo de "ledenin", que significa "homem que cultiva o solo virgem".

### Porto Rico
Cristóvão Colombo batizou a ilha de "San Juan" em homenagem a São João em 1493. A capital era chamada desde a fundação de "Puerto Rico", "Porto Rico". Por razões ainda desconhecidas a ilha e a capital trocaram os nomes no começo do século XVI.

### Portugal
O nome deriva de Portus e Calem o nome latino das duas localidades na foz do Rio Douro, actualmente Porto e Vila Nova de Gaia, que dariam também o nome ao Condado Portucalense, o predecessor do Reino de Portugal. Outra origem do nome procede do latim "Portus", "porto" e o nome do porto romano de Cale (hoje a cidade do Porto), situado no local da antiga colónia grega de "Calle" ("lindo" em grego). O nome composto "Portugal" deriva do nome do "Portus Cale" (numa tradução literal: "Porto Lindo").
- Lusitânia: antigo nome e variante latina. Dos "lusitani", povo provavelmente de origem celta, das palavras "lus" e "tanus", "tribo dos lusus".

## Q

### Qatar
(قطر - al-Qatar): deriva de "Qatara", referência à cidade de Zubara no Qatar, um importante porto comercial na região na antiguidade. A palavra "Qatara" apareceu pela primeira vez num mapa de Ptolomeu do mundo árabe.

### Quênia
Do Monte Quênia, do nome em Kĩkũyũ "Kere-Nyaga" ("montanha da pureza, da brancura").

### Quirguistão
(Кыргызстан - Kyrgyzstan): Deriva de três palavras: "kyrg", "quarenta"; "yz", "tribos"; "-stan", sufixo persa para "terra". Portanto, "terra das quarenta tribos".

## R

### Reino Unido
O nome completo é "Reino Unido da Grã-Bretanha e Irlanda do Norte". Nome auto-explicativo. Ver Irlanda acima.
- Grã-Bretanha: Da palavra latina "pritani", "pintado"; uma referência aos habitantes das ilhas que usavam pinturas no corpo e tatuagens. Pode também derivar da deusa celta Brigid.
- Inglaterra: Derivado do nome em inglês antigo "Englaland", literalmente, "a terra dos anglos".

### República Centro-Africana
Nome dado devido à posição geográfica do país no continente africano.

### República ChecaouRepública Tcheca
De "Čechové" ("Češi", "tchecos"), o nome de uma das tribos eslavas no território do país, que dominou e subjugou as outras tribos eslavas por volta do ano 900. A origem do nome da tribo é desconhecida. De acordo com uma lenda, o nome vem do líder "Čech", derivando este obscuramente de "Četa", que significa "unidade militar".
- Boêmia: da tribo celta Boii.

### República Democrática do Congo
O nome é derivado do rio Congo, que corta o país. é chamado também de Congo-Kinshasa, para distingui-lo do vizinho República do Congo, chamado Congo-Brazavile.
- Zaire: antigo nome.

### República Dominicana
Derivado de Santo Domingo, a principal cidade e capital do pais, que recebeu seu nome em homenagem ao santo espanhol São Domingo de Gusmão, o fundador da Ordem Dominicana.

### Reunião(território daFrança)
Os navegantes árabes chamavam a ilha de "Dina Morgabin", "Ilha Ocidental". Os portugueses foram os primeiros europeus a chegar na ilha e a chamaram de "Santa Apollonia". "Reunião" foi o nome dado à ilha em 1793 por decreto com a queda da Casa de Bourbon na França, e o nome comemora a união dos revolucionários de Marselha com a Guarda Nacional de Paris, ocorrida em 10 de agosto de 1792.

### Romênia
"Reino Romano". O Império Romano conquistou uma grande parte do território do atual país, e os habitantes se romanizaram, auto-denominando a si próprios de "romanos" . Variantes antigas dos nomes incluem "Rumania" e (da influência da pronúncia francesa) "Roumania".
- Dácia: nome dado pelos Império Romano à região, derivado da tribo dos dácios.
- Valáquia: nome eslavo do país, da palavra gótica "walhs", "estranho". Essa forma germânica provavelmente derive de uma raiz celta, também presente no nome de Gales ("Wales" em inglês).

### Ruanda
Do nome do povo "vanyaruanda", uma palavra de origem desconhecida, mas obviamente cognata do nome do vizinho Burundi.

### Rússia
(Россия): de um grupo varangiano conhecido como "povo rus'" e do estado da Rus' de Kiev que contribuiu para a fundação da Rússia. Os estudiosos soviéticos não gostam de atribuir as bases do antigos eslavos orientais a dinastias escandinavas (varangianos) particularmente em comparação a grupos eslavos, e então, naturalmente, insistem que o termo "Rossija" derive do rio Ros próximo a Kiev.

## S

### Saara Ocidental(ocupado peloMarrocos)
Devido à posição geográfica do país a oeste do deserto do Saara. A palavra árabe "sahara" (صحراء) é a tradução da palavra tuaregue "tenere" que significa "deserto" .

### Samoa
Do nome da extinta ave gigante "moa". "sa moa", "lugar do moa".

### San Marino
O nome procede de "Marinus", um (possivelmente lendário) construtor cristão que fugiu da ilha de Arbe (na atual Croácia) para escapar dos anticristão Império Romano. Ele se refugiou no monte Titano com seus seguidores cristãos de 301 a 305, na região que passaria a ser chamada San Marino.

### Santa Helena (território)(território doReino Unido)
O navegador português João de Nova descobriu a ilha em 21 de maio de 1502, dia de Santa Helena (mãe do imperador romano Constantino I), e como era costume na época, batizou o local com o nome do santo católico do dia.

### Santa Lúcia
De acordo com a tradição, o nome foi dado depois que navegantes franceses naufragaram na ilha em 13 de dezembro de 1502, dia festivo de Santa Lúcia.

### São Cristóvão e Neves
O nome da ilha de São Cristóvão foi dada em homenagem a esse santo, patrono dos viajantes. O nome provavelmente foi dado por Cristóvão Colombo, mas não se tem certeza. Neves deriva da frase espanhola "Nuestro Señora de las Nieves" ("Nossa Senhora das Neves"), devido ao halo de nuvens brancas permanente em torno das montanhas da ilha.

### São Tomé e Príncipe
Composto por duas ilhas vulcânicas - Ilha de São Tomé a sul e Ilha do Príncipe a norte - e por alguns ilhéus. O nome do país provém da junção dos nomes de ambas as ilhas. A Ilha de São Tomé foi descoberta no dia 21 de Dezembro de 1471, que de acordo com o calendário litúrgico antigo corresponde ao dia do apóstolo São Tomé. No dia 1 de Janeiro foi descoberta a hoje denominada Ilha do Príncipe. A designação de Ilha do Príncipe foi atribuída em 1502 como referência ao Príncipe Dom João II de Portugal.

### São Vicente e Granadinas
Nome dado por Cristóvão Colombo em 22 de janeiro de 1498, dia de São Vicente.

### Senegal
Forma portuguesa para o nome da tribo "zenaga" (em árabe sanhaja) que dominava a maior parte da região.

### Serra Leoa
Nome dado pelos navegadores portugueses: "montanha dos leões". O explorador português Pedro de Sintra batizou a região em 1462 enquanto navegava na costa ocidental africana e ficou impressionado com as montanhas que lembravam leões.

### Sérvia
(Србија - Srbija): "Sérvia" provavelmente deriva da palavra eslava "ally"; o nome dos sórbios da atual Alemanha tem a mesma origem. Os sérvios migraram para os Bálcãs da região da Alemanha conhecida como Lusácia, onde os sórbios atualmente vivem. Alguns estudiosos modernos colocam que "Sérvia" representa apenas a pronúncia da mesma raiz das línguas iranianas para Croácia.

### Seicheles
De Jean Moreau Séchelles, ministro das finanças do rei Luís XV de França.

### Singapura
(新加坡 - சிங்கப்பூர் குடியரசு - Singapore): A cidade foi fundada por Sir Stamford Raffles em 1819, adotando o antigo nome malaio da ilha de "Singapura". Singapura deriva do sânscrito "simhapura" ou "singhapura", que significa "cidade do leão". Outro nome pelo qual a ilha era chamada foi "Tumasik" de raiz malaia ou javanesa "tasik", que significa "mar".

### Síria
(سوريا - as-Souriya): Do nome em antigo grego à Assíria, embora a área central da Assíria esteja atualmente localizada no moderno Iraque. Antes dos gregos, a região do moderno estado da Síria era conhecido como Aram, de onde procede o idioma aramaico, uma antiga língua franca do Oriente Médio, ainda falada em alguns vilarejos nos dias atuais.

### Somália
(الصومال - Soomaaliya): "Terra dos povo somali".

### Sri Lanca
"Ilha resplandecente" em sânscrito (श्रीलंका).
- Ceilão: antigo nome do país derivado da palavra em língua páli "sinhalana" (शिन्हल) significando "terra dos leões".
- Taprobana: derivada de dip-Raawan, "ilha do rei Rauana"

### Suazilândia
Do povo "swazi", que é o grupo étnico dominante no país. A palavra "swazi" deriva de Mswati I, um antigo rei do país.

### Sudão
(السودان): Do árabe "bilad as-sudan", "terra dos negros". Originalmente se referia à região do Sael.

### Suécia
O nome sueco moderno Sverige deriva do Sueco antigo Svearike ("Reino dos Sveas"), composto por Svear ("nós próprios", habitantes da região do Vale do Mälaren) e Rike ("reino").

### Suíça
(Schweiz - Suisse - Svizzera - Svizra): Do cantão de Schwyz, provavelmente derivado do alto alemão médio "schweitz", que significa "pântano".

### Suriname
Do povo "surinen", os mais antigos nativos americanos habitantes da região.

### Esvalbarda(território daNoruega)
De raiz norueguesa significando "margem gelada".

## T

### Tailândia
(ราชอาณาจักรไทย): Da palavra na língua tai "thai" que significa "livre", e land, das línguas germânicas, que significa "terra".
- Sião: antigo nome, que o antigo povo thai dava aos seus vizinhos birmaneses, e provavelmente deriva do topônimo do idioma pali "suvarnabhuma", "terra do ouro", com a parte final, a raiz pali "sama", que de diversas maneiras denota diferentes nuances de cor, frequentemente marrom ou amarelo, mas às vezes verde ou preto.

### Taiwan
(臺灣, 台湾): Os caracteres Han usados atualmente significam "baía de terraço," em chinês (campos de arroz em terraços são típicos da paisagem de Taiwan). De qualquer forma, os caracteres antigos (台員) têm significados totalmente diferentes. Além disso, alguns estudiosos acreditam que os caracteres sejam meramente veículos fonéticos para se escrever o antigo nome austronésio. Acredita-se que no começo do século XVII, quando a Companhia Holandesa das Índias Orientais conseguiu construir um entreposto comercial na atual Tainan (que significa em chinês "sul de Taiwan"), eles adotaram o nome de uma tribo aborígene transliterado como "Tayouan" ou "Teyowan" nos seus registros. Esse nome também foi adotado pelos mercadores chineses e depois pelos funcionários públicos, embora a diferente transliteração para os caracteres Han tendeu a obscurecer a real etimologia do som, e naturalmente evoca vários mitos e fantasias.
- Formosa: antigo nome dado pelos comerciantes portugueses, devido à beleza da ilha.

### Tadjiquistão
(Тоҹикистон - Todschikiston): Significa "terra dos tadjiques", apesar de o significado de "tadjique" não ser claro. Existem três explicações para ele: popularmente, o etnônimo deriva das palavras persas "taj" que significa "coroa" e "ik", "cabeça", ou seja, "pessoa com uma coroa em sua cabeça"; a bandeira do país exibe o desenho de uma coroa que abona essa explicação. Alternativamente, "tajik" pode derivar da raiz turca "tasi" que significa "muçulmano". Uma terceira possibilidade é de que o nome derive da palavra do sânscrito "tajika" que significa "persa" (os tadjiques são persas étnicos). Os tibetanos chamam a Pérsia de "sTag.Dzig" (pronuncia-se "Tajik") que em tibetano significa "tigre-leopardo". Isto poderia explicar por que muitas lendas tibetanas sobre seus vizinhos ocidentais os caracterizam com combinações de feições de tigres e leopardos. A palavra "tajik" no mundo iraniano significa simplesmente "persa".

### Tanzânia
Combinação dos nomes que se uniram para formar o país: Tanganica e Zanzibar.

### Timor-Leste
Da palavra malaia "timur" que significa "leste". Em uma das línguas oficiais de Timor-Leste, o tétum, o nome do país é "Timor Lorosa'e". Quando Timor-Leste estava anexado pela Indonésia, o nome oficial da província era "Timor Timur", literalmente "leste oriental". Mas na Indonésia o nome é normalmente abreviado para "Tim-Tim".

### Togo
Do assentamento colonial "Togo", hoje Togoville. Na língua jeje, "to" significa "água" e "go", margem.

### Tokelau(território daNova Zelândia)
Palavra nativa para "norte" ou "ao norte", descrevendo a localização das ilhas em relação a Samoa, de onde provavelmente partiram os primeiros colonizadores de Tokelau.

### Tonga
Palavra nativa para "sul" ou "ao sul".

### Trinidad e Tobago
"Trinidad" foi batizada por Cristóvão Colombo em 1498 por causa das montanhas da Trindade ou Três Irmãs na ilha e da Trindade cristã. "Tobago" é uma corruptela de "tabaco" (em castelhano:  "tobaco"), que era largamente cultivado e fumado pelos nativos.

### Tunísia
(تونس - Tūnis): Da capital Túnis (تونس), que possivelmente deriva de uma palavra berbere que significa "pequeno cabo".

### Turcomenistão
(Түркменистан): "Terra dos turcomenos"; "-stan" é um sufixo persa que significa "terra". Os turcomenos são um povo de origem turca.

### Turquia
A palavra "Türkiye" pode ser dividida em duas partes: "türk" que se refere à "força" em turco e habitualmente é usada para designar os habitantes da Turquia ou os membros da nação turca; o sufixo árabe "iye" que significa "dono, proprietário". A raiz "türk" é comummente usada entre as antigas tribos altaicas, sendo comum entre os modernos habitantes do Turcomenistão.
- Rüm: (Р'ом, ڕۆم variante curda): do sultanato de Rum. Quando os persas encontraram os bizantinos, estes se autodenominaram "rhomaioi" (romanos) e deram o nome Rüm à região onde os turcos se assentariam depois.

### TurkseCaicos(território doReino Unido)
Do cactus "fez" que os colonizadores chamaram de "turk’s head" ("cabeça de peru") e "Caicos" do temo indígena lucaiano "caya hico", que significa "fileira de ilhas".

### Tuvalu
Palavra do tuvaluano que significa "oito ilhas" ou "oito constantemente juntas". Tuvalu consiste de nove ilhas, mas apenas oito delas são tradicionalmente habitadas.

## U

### Ucrânia
(Україна): do eslavo "território da fronteira", etimologicamente idêntico à palavra "krajina".

### Uganda
Do antigo "Buganda", "terra dos homens", o etnônimo do grupo dominante da região.

### União Soviética
"União das Repúblicas Socialistas Soviéticas". Nome auto-explicativo. A palavra "soviet" significa "conselho" em russo.

### Uruguai
Do rio Uruguai (o nome oficial do país é "República Oriental do Uruguai", com "oriental" representando a posição do território em relação ao rio). A palavra "uruguai" deve derivar das palavras guaranis "urugua", que significa "caranguejos", e "i", que significa "rio" ou "água". Outra possível explicação divide a palavra "uruguai" em três palavras do guarani: "uru", um tipo de pássaro que vive próximo ao rio, "gua", "que procede de" e "i", "água".

### Uzbequistão
(Ўзбекистан): "Terra dos uzbeques". O povo uzbeque adotou a palavra "uzbek" como nome tribal por volta da metade do século XIV. Significa "mestre/senhor de si mesmo". "Uz" em turco significa "o próprio" e "bek" de origem iraniana (sogdiano), significa "mestre". O sufixo persa "-stan" significa "terra".

## V

### Vanuatu
Do idioma bislama, significando "para sempre em nossa terra".

### Vaticano
Do latim "vaticinari", "profetizar", a partir do nome da colina "Mons Vaticanus", onde o Vaticano se situa.

### Venezuela
"Pequena Veneza", de uma forma de diminutivo para Veneza. As palafitas nativas construídas no lago Maracaibo impressionaram os primeiros exploradores europeus, Alonso de Ojeda e Américo Vespúcio e os fez lembrar dos edifícios de Veneza.

### Vietnã
"Além da fronteira do sul", referência dos antigos chineses.

## W

### Wallis e Futuna(território daFrança)
"Wallis" procede do nome do explorador inglês Samuel Wallis, que navegou pelas ilhas em 1797.

## Z

### Zâmbia
Do rio Zambeze que atravessa o leste do país e também forma a fronteira com o Zimbábue.
- Rodésia do Norte: de Cecil Rhodes, ministro e homem de negócios britânico que ajudou a fundar a colônia. "Norte" como diferenciação da Rodésia do Sul, atual Zimbábue.

### Zimbábue
"Casas de pedra" no idioma shona, em referência à capital do antigo império comercial do Grande Zimbábue.
- Rodésia do Sul: de Cecil Rhodes, ministro e homem de negócios britânico que ajudou a fundar a colônia. O termo "sul" desapareceu a declaração unilateral da independência em 1964, passando a se chamar apenas Rodésia, mudando o nome depois para Zimbábue. "Sul" como diferenciação da Rodésia do Norte, atual Zâmbia.